# Martel, Lot

Martel este o comună în departamentul Lot din sudul Franței. În 2009 avea o populație de 1.615 de locuitori.

## Evoluția populației
| An        | 1975  | 1982  | 1990  | 1999  | 2006  | 2009  |
| --------- | ----- | ----- | ----- | ----- | ----- | ----- |
| Populație | 1.454 | 1.402 | 1.462 | 1.467 | 1.519 | 1.615 |